# Маньи-Сен-Медар
Маньи́-Сен-Меда́р (фр. Magny-Saint-Médard) — коммуна во Франции, находится в регионе Бургундия. Департамент коммуны — Кот-д’Ор. Входит в состав кантона Мирбо-сюр-Без. Округ коммуны — Дижон.
Код INSEE коммуны — 21369.

## Население
Население коммуны на 2010 год составляло 256 человек.
| 1962 | 1968 | 1975 | 1982 | 1990 | 1999 | 2010 |
| ---- | ---- | ---- | ---- | ---- | ---- | ---- |
| 207  | 224  | 240  | 217  | 209  | 223  | 256  |

## Экономика
В 2010 году среди 153 человек трудоспособного возраста (15—64 лет) 124 были экономически активными, 29 — неактивными (показатель активности — 81,0 %, в 1999 году было 76,0 %). Из 124 активных жителей работали 121 человек (62 мужчины и 59 женщин), безработных было 3 (0 мужчин и 3 женщины). Среди 29 неактивных 8 человек были учениками или студентами, 13 — пенсионерами, 8 были неактивными по другим причинам.